# Caseres
Caseres település Spanyolországban, Tarragona tartományban. Caseres Batea, Bot, Tarragona, Horta de Sant Joan, Arens de Lledó, Calaceite és Maella községekkel határos. Lakosainak száma 240 fő (2024).

## Népesség
A település népessége az elmúlt években az alábbi módon változott:
| Lakosok száma | 88   | 610  | 517  | 454  | 343  | 318  | 294  | 267  | 259  | 240  |
|               | 1717 | 1900 | 1940 | 1960 | 1986 | 2005 | 2010 | 2014 | 2019 | 2024 |